# Osiedle Kętrzyńskiego
Osiedle Kętrzyńskiego – osiedle (jednostka pomocnicza gminy), część oficjalnego podziału administracyjnego Olsztyna.

## Granice osiedla
- od północy: od przejścia pieszego pod torami przy ul. 1 Maja w kierunku północno-wschodnim, południowym skrajem ul. Kolejowej do wiaduktu drogowego (skrzyżowanie z ul. Bolesława Limanowskiego). Następnie ul. Marii Zientary-Malewskiej do ul. Poprzecznej, tu załamuje się w kierunku południowo-wschodnim i dąży do torów kolejowych i dalej wzdłuż torów kolejowych, na wysokości jeziora Track załamuje się w kierunku południowo-wschodnim i przebiega południową linią brzegową jeziora, a następnie linią prostą do granic miasta Olsztyna i graniczy z południową stroną osiedla Zielona Górka.
- od wschodu: granicę stanowi granica miasta Olsztyna.
- od południa: granica przebiega w kierunku północno-zachodnim od granic miasta Olsztyna do torów kolejowych, następnie wzdłuż linii kolejowej do ul. Towarowej, tu załamuje się w kierunku zachodnim i biegnie ul. Towarową do ul. Dworcowej, dalej ul. Kętrzyńskiego do ul. Jasnej. Dalej granica załamuje się w kierunku południowym i dąży do ul. B. Głowackiego i dalej ul. A. Mickiewicza.
- od zachodu: granica załamuje się w kierunku północno-zachodnim i biegnie północnym skrajem ul. A. Mickiewicza do ul. Partyzantów i dalej ul. 1 Maja do punktu wyjścia.

## Komunikacja
- Ulice

Głównymi ulicami osiedla są ulice: Lubelska, Towarowa, Partyzantów oraz W. Kętrzyńskiego. W kręgu ważnych dróg osiedla znajdują się także ul. Dworcowa, umożliwiająca dostęp do Dworca Głównego PKP mieszkańcom południowej części Olsztyna oraz ul. Budowlana łącząca ul. Towarową z ul. Lubelską. Ulica Lubelska prowadzi do wschodnich granic administracyjnych miasta, dzięki czemu stanowi drogę wyjazdową na Ełk, Giżycko i Mrągowo.
- Komunikacja miejska

Na terenie osiedla znajdują się obecnie 2 pętle autobusowe (Dworzec Główny oraz Cementowa). Przez teren osiedla przebiegają trasy 17 linii dziennych oraz dwóch nocnych: 101, 103, 106, 107, 108, 109, 116, 120, 121, 126, 128, 131, 304, 305, 309 oraz N01 i N02, a nieopodal również trasy linii 110, 117 i 136.
- Dworce

Na terenie osiedla znajdują się Dworzec Główny PKP oraz Dworzec Autobusowy PKS.

## Handel i usługi
Wśród dużej ilości hurtowni i sklepów na osiedlu można znaleźć obiekty dużych sieci handlowych takich jak:
- Makro Cash and Carry
- Biedronka
- Stokrotka (C.H. „Dekada”)

## Edukacja
- Szkoła Podstawowa nr 15 im. Wojciecha Kętrzyńskiego
- Niepubliczna Szkoła Podstawowa „Absolwent”
- Poradnia Psychologiczno-Pedagogiczna Nr 1